# Otterville, Illinois
Otterville là một thị trấn thuộc quận Jersey, tiểu bang Illinois, Hoa Kỳ. Năm 2010, dân số của thị trấn chưa hợp nhất này là 126 người.

## Dân số
Dân số qua các năm:
- Năm 2000: 120 người.
- Năm 2010: 126 người.